# 上海軌道交通機場連絡線
上海軌道交通機場連絡線（シャンハイきどうこうつうきじょうれんらくせん、中国語: 上海轨道交通机场联络线）は、中華人民共和国上海市浦東新区の浦東1号2号航站楼駅から閔行区の虹橋2号航站楼駅までを結ぶ上海市域鉄道の鉄道路線。将来的には2027年開業予定の上海東駅までの延伸も予定されている。

## 概要
上海市域鉄道の東西幹線であり、設計最高速度は160km/h。上海市の主要な二大空港である虹橋空港と浦東空港の間を僅か40分で結び、また春節などの多客期にのみ運行される速達列車(大站车)の場合は32分で運行される。また途中の三林南駅からは上海南駅方面へ至る支線を開業させ、同じく上海市域鉄道の路線である金山線へ直通運転を行う計画も存在しており、これは2025年12月頃の建設に向けて届け出る予定となっている。

## 沿革
- 2019年6月28日 - 着工[8]。
- 2024年9月1日 - 虹橋2号航站楼駅〜浦東1号2号航站楼駅間で試運転開始
- 2024年12月27日 - 虹橋2号航站楼駅〜浦東1号2号航站楼駅間で正式開業[9]。

## 駅一覧
- 駅名欄の背景色が■で、駅名が斜体字の駅は未開業の駅を示す。

| 駅名                                                  | 駅名                 | 駅名                          | 大駅車 (優等種別) | 駅間 キロ | 営業 キロ | 接続路線                                                         | 所在地 | 所在地         |
| 日本語                                                | 簡体字中国語         | 英語                          | 大駅車 (優等種別) | 駅間 キロ | 営業 キロ | 接続路線                                                         | 所在地 | 所在地         |
| ----------------------------------------------------- | -------------------- | ----------------------------- | ----------------- | --------- | --------- | ---------------------------------------------------------------- | ------ | -------------- |
| 本線                                                  |                      |                               |                   |           |           |                                                                  |        |                |
| 虹橋2号航站楼駅                                       | 虹桥2号航站楼站      | Hongqiao Airport Terminal 2   | ●                 | -         | 0.000     | 2号線 · 10号線                                                   | 上海市 | 閔行区         |
| 中春路駅                                              | 中春路站             | Zhongchun Road                | ｜                | 5.200     | 5.200     | 9号線                                                            | 上海市 | 閔行区/ 松江区 |
| 景洪路駅                                              | 景洪路站             | Jinghong Road                 | ｜                | 14.692    | 19.892    | 15号線 · 19号線（未開業）                                        | 上海市 | 閔行区         |
| 三林南駅                                              | 三林南站             | South Sanlin                  | ｜                | 4.703     | 24.595    | 上海南駅支線（未開業） 19号線（未開業）                          | 上海市 | 浦東新区       |
| 康橋東駅                                              | 康桥东站             | East Kangqiao                 | ｜                | 12.655    | 37.250    | 21号線（未開業）                                                 | 上海市 | 浦東新区       |
| 上海国際旅遊度假区駅                                  | 上海国际旅游度假区站 | Shanghai International Resort | ●                 | 6.288     | 43.539    |                                                                  | 上海市 | 浦東新区       |
| 浦東1号2号航站楼駅                                    | 浦东1号2号航站楼站   | Pudong Airport Terminal 1&2   | ●                 | 14.984    | 58.523    | 2号線 · ■磁浮線                                                  | 上海市 | 浦東新区       |
| 浦東3号航站楼駅                                       | 浦东3号航站楼站      | Pudong Airport Terminal 3     | ｜                | 3.694     | 62.217    | 2号線 · ■磁浮線 · 南匯線（未開業） · 21号線（未開業）            | 上海市 | 浦東新区       |
| 上海東站駅                                            | 上海东站             | Shanghaidong Railway Station  | ●                 | 6.415     | 68.633    | 滬蘇通線 南匯線（未開業） 21号線（未開業）                       | 上海市 | 浦東新区       |
| 支線（未開業）                                        |                      |                               |                   |           |           |                                                                  |        |                |
| ↑■本線三林南駅で合流して虹橋2号航站楼駅方面へ直通運転 |                      |                               |                   |           |           |                                                                  |        |                |
| 上海南                                                | 上海南               | Shanghainan                   |                   |           |           | 滬昆旅客専用線、滬蘇湖高速鉄道 · 1号線、 3号線、15号線（未開業） | 上海市 | 徐匯区         |

## 路線名問題
本来の正式名称は、上海軌道交通市域線機場連絡線（シャンハイきどうこうつうしいきせんきじょうれんらくせん中国語: 上海轨道交通市域线机场联络线）であり、開通式やその後の工事関連文書ではこの名称が使用されている。しかし、2024年7月5日に、上海市計画資源局(上海市规划资源局)により承認された際には市域鉄機場連絡線（しいきてつきじょうれんらくせん、市域铁机场联络线）という名称で承認されており、幾つかの表記揺れが存在する。
路線を運営する申通地下鉄（申通地铁）は建設当初、上海市計画資源局と同様に、各駅や車両に表す案内名称を「市域鉄機場連絡線」としていたが、開通前に急遽新たに'市域機場線（しいききじょうせん、(簡体字中国語: 市域机场线）を使用し始め、各駅の案内も市域機場線の名称に変更された。